# バリュースタイル
バリュースタイルは、ソフトバンクがY!mobileブランドで提供する、端末購入時に加入できるサービス。(サービス提供会社名は2018年8月時点のもので、過去イー・アクセス→ワイモバイル→ソフトバンクモバイルを経ている)
イー・アクセス時代の2013年1月17日にサービス開始。

## 注意点
機種代金を分割払いに選択している場合、24か月以内（バリュースタイル利用期間中）に解約・機種変更した場合には、下記のように残金の支払いが必要となる。
- 解約や機種変更の場合、引き続き機種代金の残金を毎月分割で支払う必要がある。
- 強制解約の場合は、一括での支払いが必要となる。
- いずれの場合も、月額割引が終了となる。